# Rädigke
Rädigke ist ein Ortsteil der Gemeinde Rabenstein/Fläming im Landkreis Potsdam-Mittelmark im Land Brandenburg.

## Lage
Rädigke liegt mit einer Höhe der Ortslage zwischen 85 und 105 m NN nördlich der Bundesautobahn 9 an der Landstraße Niemegk – Raben am Südufer der Plane in einer von der Saaleeiszeit geprägten und welligen Landschaft mit Findlingen aus der Eiszeit im Naturpark Hoher Fläming. Der Ort grenzt im Norden an Buchholz b. Niemegk, im Osten an Neuendorf, im Süden an Klein Marzehns und im Westen an Raben.

## Geschichte

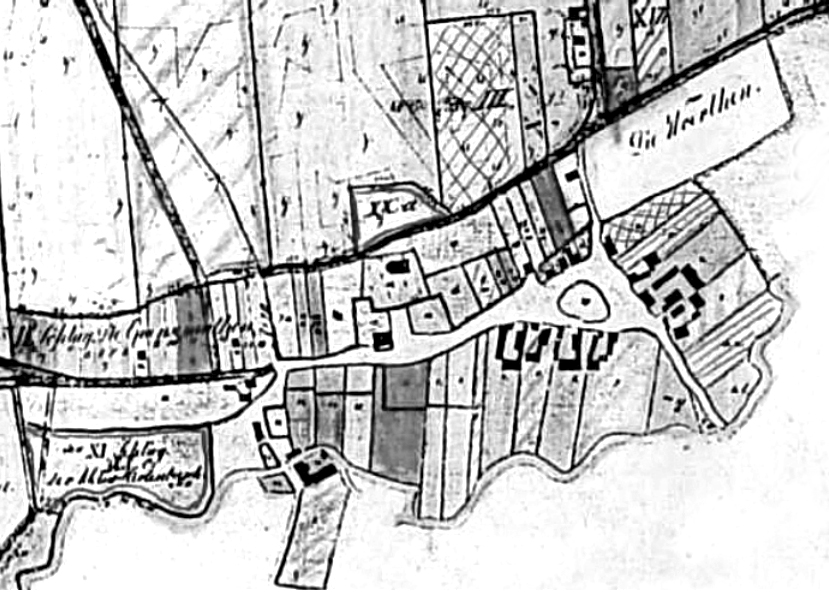
Flurkarte aus dem Jahr 1804

Der Dorfteich 1970

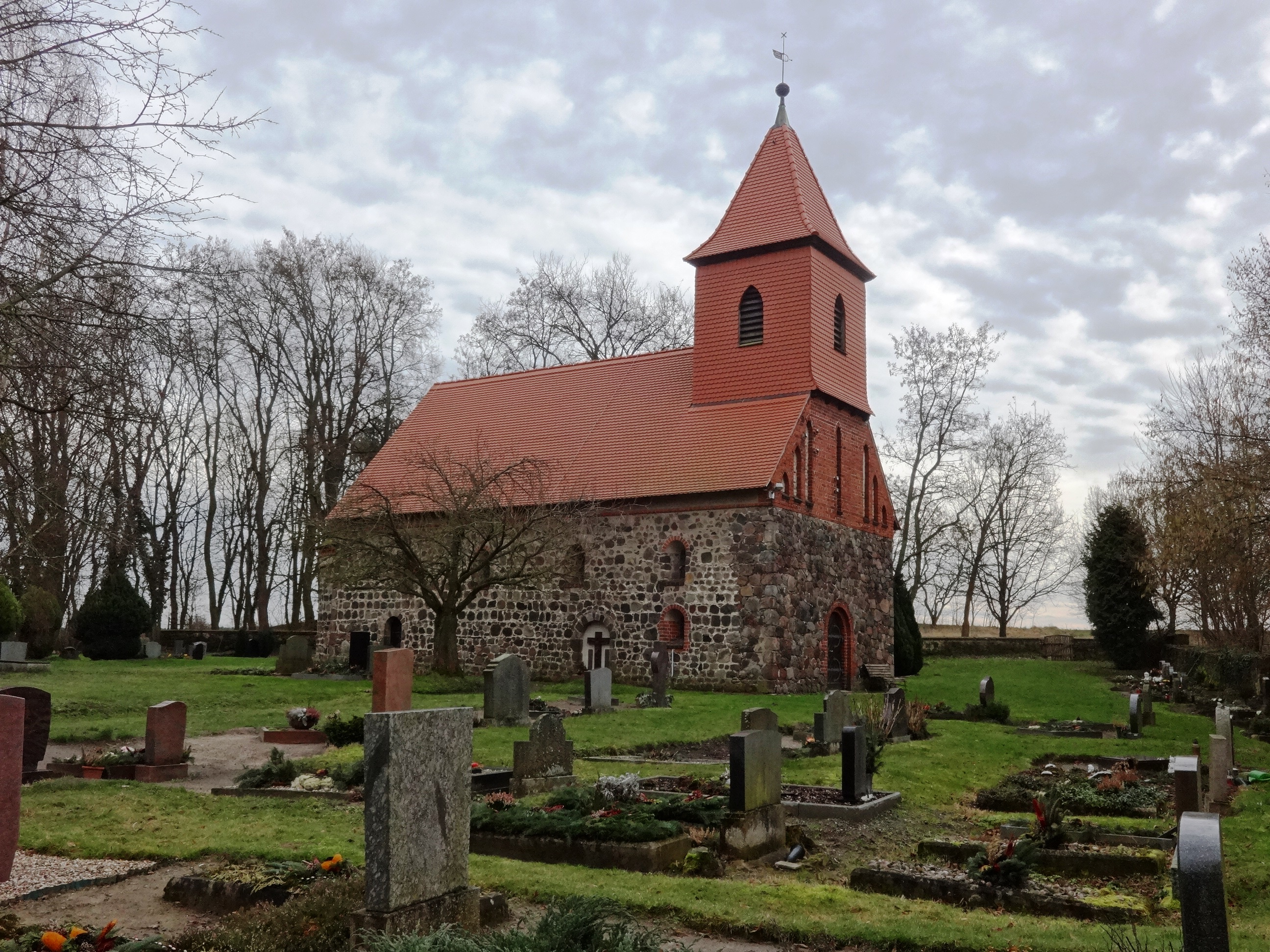
Dorfkirche Rädigke

Im Hohen Fläming soll Rädigke der Überlieferung nach der älteste von Slawen gegründete Ort sein. Der Ortsname ist vermutlich auf slaw. Radowe bzw. Rodowe – Versammlungsplatz zurückzuführen oder stellt eine Ableitung des slawischen Personennamens „Roderik“ dar. Auf einer Informationstafel im Ort wird auch Rodeko als Ursprung angegeben. Experten vermuten, dass sich bereits um 950 ein Burgward auf dem Wachtelberg hinter der Kirche befand, die nach 983 von den Slawen weiter genutzt wurde. Die Erhebung ist über einen Hohlweg zu erreichen, der zu dieser Zeit als Burggraben gedient haben könnte. Rädigke wurde in den Jahren 1135 und 1136 mit Johann Rodeko erstmals erwähnt und verfügte durch die strategisch günstig gelegene Lage (an der Furt über die Plane an der sogenannten Pferdebrücke und kürzeste Verbindung von Wittenberg nach Belzig und Brandenburg) über eine bedeutende Stellung. Nach 1200 wurde die autochthone slawische Herrschaft durch Albrecht I. von Sachsen (1212–1260) mit der Einsetzung des Ritters Konrad von Rabenstein – genannt Wolfsauge – auf der neu errichteten Burg Rabenstein beendet. Rädigke ist im Ursprung ein Rundling, der zur Zeit der Kolonisation (nach 1170) zuerst zu einem Sackgassendorf erweitert wurde. Deutsche Siedler bauten eine Kirche im „Unterdorf“. Im Verlauf der Spätmittelalterlichen Agrarkrise teilten sich die 13 Hufner und Kossäten aus Rädike die Wüstungen von Neu Niemegk und Wilzhagen 1461 untereinander auf. 1591 folgte die Aufteilung der Gemarkung Wüstung Wulkow zwischen Raben zu 1/3 und Rädigke zu 2/3. In der Folge hatte Rädigke durch die neu hinzugekommenen 62 Hufen die größte Gemarkung im Amt Rabenstein. In diesem Jahr erscheint auch erstmals die Bezeichnung Rödigke. Im Dreißigjährigen Krieg wurde der Ort bis auf einen Hufen verwüstet. Aus dem Jahr 1708 ist die Wiedererrichtung einer Wassermühle überliefert. Sie befindet sich am Mühlenweg nördlich des Ortskerns am sogenannten Mühlenhof. Zwischen 1727 und 1783 werden der Sohn Andreas sowie der Enkel Peter Jun. des Söldners Peter Hagendorf als Besitzer des Dornberger-Hofs urkundlich erwähnt. 1804 wurden wieder 13 Höfe offiziell genannt. 1815 gingen der Kreis Zauch-Belzig und damit auch Rädigke entsprechend den Beschlüssen des Wiener Kongress als Kriegsbeute an das Königreich Preußen über. Mit der Ansiedlung eines Schmieds im Jahr 1821 wurde das Handwerkerviertel begründet.  Im Jahr 1837 befanden sich 20 Wohnhäuser im Ort. Nach 1945 wurden im östlichen Teil des Ortes weitere Siedlungshöfe sowie Ställe und Lagerhallen durch die LPG errichtet. 1969 erfolgt die Eingemeindung Neuendorfs.
1766 wurde der evangelische Theologe Friedrich Joseph Grulich in Rädigke geboren.
Die Gesamtgemeinde Rabenstein/Fläming entstand am 1. Juli 2002 aus dem freiwilligen Zusammenschluss der bis dahin selbständigen Gemeinden Buchholz bei Niemegk, Garrey (mit den Gemeindeteilen Zixdorf und Wüstemark), Groß Marzehns, Klein Marzehns, Raben und Rädigke.
Rädigke verfügt über einen Campingplatz, Pensions- und Gaststättengewerbe, Fläming-Bibliothek und Agrargenossenschaft.

## Bauwerke
- Die Dorfkirche Rädigke ist eine romanische Feldsteinkirche. Der Grundstein für einen Vorgängerbau aus Holz wurde vermutlich vor 1160 gelegt. Nach den Zerstörungen im Dreißigjährigen Krieg erfolgten ein Wiederaufbau und 1858 eine Renovierung des Innenraums. 1903 wurden die Fenster am Kirchenschiff vergrößert. Im Innern befinden sich ein Altarretabel aus dem Jahr 1690 sowie eine Kanzel aus dem Jahr 1703.
- Gedenkstein für die Gefallenen der Weltkriege südlich der Dorfkirche
- Das Gehöft in der Hauptstraße 42 mit Wohnhaus, Torhaus und zwei Stallgebäuden steht unter Denkmalschutz.
- Gehege mit Muffelwild
- Im „Taubenhaus“ werden landwirtschaftliche Technologien und Gerätschaften gezeigt und zu bestimmten Anlässen vorgeführt.

## Tourismus
Durch seine Nähe zu den Städten Potsdam, Treuenbrietzen, Jüterbog, Lutherstadt Wittenberg, Wörlitzer Park, Wiesenburg und zur Stadt Brandenburg einerseits und seine Lage im Naturpark Hoher Fläming andererseits bietet Rädigke sich als Ausgangspunkt unterschiedlichster Freizeitaktivitäten und Entdeckungstouren an, z. B. zu den vielen Feldsteinkirchen aus dem 13. Jahrhundert, zu den Wasser- und Bockwindmühlen in den Nachbardörfern, zu den „Riesensteinen“ oder zur „Millionenbrücke“ zwischen Raben, Rädigke und Klein Marzehns.
Durch das Gemeindegebiet Rabenstein/Planetal führen der Europaradweg R1 und der Europäische Fernwanderweg E 11.

## Veranstaltung
- Lesungen in der Fläming Bibliothek
- Volksfest Pfingstgelage